# Persone di nome Vladislav
| Questa pagina contiene informazioni ricavate automaticamente dalle voci biografiche con l'ausilio del template Bio e di un bot. L'aggiornamento è periodico e automatico e ricostruisce completamente la pagina. Se manca una persona in questa lista, sei pregato di non aggiungerla, ma accertati piuttosto che la sua voce biografica contenga il template Bio e che i dati anagrafici siano correttamente compilati. Se il template Bio manca, inseriscilo tu stesso o, in alternativa, metti l'avviso {{tmp\|Bio}} che ne segnala la mancanza. Se i dati riportati sono sbagliati, correggi direttamente la voce biografica; le modifiche saranno visibili in questa lista entro pochi giorni. Per chiarimenti vedi il progetto antroponimi. La lista contiene solo le 86 persone che sono citate nell'enciclopedia e per le quali è stato implementato correttamente il template Bio. Pagina aggiornata al 16 ott 2024. |

Questa è una lista di persone presenti nell'enciclopedia che hanno il prenome Vladislav, suddivise per attività principale.

## Allenatori di calcio(2)
- Vladislav Đukić, allenatore di calcio e ex calciatore jugoslavo (Vrnjačka Banja, n. 1962)
- Vladislav Ternavskij, allenatore di calcio e ex calciatore russo (Kiev, n. 1969)

## Allenatori di hockey su ghiaccio(1)
- Vladislav Tret'jak, allenatore di hockey su ghiaccio e ex hockeista su ghiaccio sovietico (Mosca, n. 1952)

## Arbitri di calcio(1)
- Vladislav Bezborodov, arbitro di calcio russo (Leningrado, n. 1973)

## Architetti(1)
- Vladislav Vladislavovič Gorodeckij, architetto polacco (Šolud'ky, n. 1863 - Teheran, † 1930)

## Attori(1)
- Vladislav Galkin, attore russo (Mosca, n. 1971 - Mosca, † 2010)

## Calciatori(28)
- Vladislav Bogićević, ex calciatore, allenatore di calcio e imprenditore jugoslavo (Belgrado, n. 1950)
- Vladislav Gavriliuc, ex calciatore moldavo (n. 1972)
- Vladislav Gussev, ex calciatore estone (Tartu, n. 1986)
- Vladislav Ignat'ev, ex calciatore russo (Naberežnye Čelny, n. 1987)
- Vladislav Ivanov, ex calciatore moldavo (n. 1990)
- Vladislav Jakovlev, calciatore russo (n. 2002)
- Vladislav Jelínek, calciatore boemo († 1950)
- Vladislav Kamilov, calciatore russo (Kalmanka, n. 1995)
- Vladislav Karapuzov, calciatore russo (Noril'sk, n. 2000)
- Vladislav Kreida, calciatore estone (Tallinn, n. 1999)
- Vladislav Krjučkov, ex calciatore russo (Kaliningrad, n. 1989)
- Vladislav Kulik, ex calciatore russo (Poltava, n. 1985)
- Vladislav Lemiş, calciatore sovietico (Baku, n. 1970 - Krasnodar, † 2021)
- Vladislav Lёvin, calciatore russo (Orël, n. 1995)
- Vladislav Masternoj, calciatore russo (Pskov, n. 1995)
- Vladislav Mirčev, calciatore bulgaro (Sofia, n. 1987)
- Vladislav Nikiforov, calciatore russo (Vjazemskij, n. 1989)
- Vladislav Nosenko, ex calciatore azero (n. 1970)
- Vladislav Panteleev, calciatore russo (Aleksin, n. 1996)
- Vladislav Qədirov, ex calciatore azero (n. 1970)
- Vladislav Radimov, ex calciatore russo (Leningrado, n. 1975)
- Vladislav Samko, calciatore russo (n. 2002)
- Vladislav Sarveli, calciatore russo (Bol'šoj Kamen', n. 1997)
- Vladislav Stojanov, ex calciatore bulgaro (Pernik, n. 1987)
- Vladislav Torop, calciatore russo (Mosca, n. 2003)
- Vladislav Volkov, calciatore kirghiso (Kara-Balta, n. 1980)
- Vladislav Zvara, ex calciatore slovacco (Spišská Nová Ves, n. 1971)
- Vladislav Šitov, calciatore russo (Jaroslavl', n. 2003)

## Cantanti(1)
- Vlad Topalov, cantante, ballerino e attore russo (Mosca, n. 1985)

## Cestisti(6)
- Vladislav Dragojlović, ex cestista serbo (Užice, n. 1979)
- Vladislav Emčenko, cestista russo (Krasnodar, n. 1999)
- Vladislav Kondratov, ex cestista russo (Mosca, n. 1971)
- Vladislav Konovalov, ex cestista e allenatore di pallacanestro russo (Qostanay, n. 1974)
- Vladislav Lučić, ex cestista e allenatore di pallacanestro serbo (Belgrado, n. 1941)
- Vladislav Truškin, cestista russo (Kazan', n. 1993)

## Ciclisti su strada(1)
- Vladislav Bobrik, ex ciclista su strada e pistard russo (Novosibirsk, n. 1971)

## Cosmonauti(1)
- Vladislav Nikolaevič Volkov, cosmonauta sovietico (Mosca, n. 1935 - Spazio, † 1971)

## Danzatori(1)
- Vladislav Lantratov, ballerino russo (Mosca, n. 1988)

## Drammaturghi(1)
- Vladislav Aleksandrovič Ozerov, drammaturgo e scrittore russo (Kazanskoe, n. 1769 - Krasnyj Jar, † 1816)

## Economisti(1)
- Vladislav Iosifovič Bortkevič, economista e statistico russo (San Pietroburgo, n. 1868 - Berlino, † 1931)

## Ginnasti(1)
- Vladislav Poljašov, ginnasta russo (Čeboksary, n. 1995)

## Giocatori di calcio a 5(2)
- Vladislav Ščučko, ex giocatore di calcio a 5 russo (Leningrado, n. 1976)
- Vladislav Šajachmetov, ex giocatore di calcio a 5 e ex calciatore russo (Revda, n. 1981)

## Giornalisti(1)
- Vladislav Nikolaevič List'ev, giornalista russo (Mosca, n. 1956 - Mosca, † 1995)

## Imprenditori(1)
- Vladislav Surkov, imprenditore e politico russo (Solncevo, n. 1964)

## Linguisti(1)
- Vladislav Illič-Svityč, linguista sovietico (Kiev, n. 1934 - Mosca, † 1966)

## Lottatori(2)
- Vladislav Baitcaev, lottatore russo (Digora, n. 1990)
- Vladislav Metodiev, lottatore bulgaro (Kjustendil, n. 1980)

## Militari(1)
- Vladislav Napoleonovič Klembovskij, militare russo (Mosca, n. 1860 - Mosca, † 1921)

## Nuotatori(3)
- Vladislav Grinëv, nuotatore russo (Mosca, n. 1996)
- Vladislav Kulikov, ex nuotatore russo (Mosca, n. 1971)
- Vladislav Poljakov, ex nuotatore kazako (n. 1983)

## Pallanuotisti(1)
- Vladislav Timakov, pallanuotista russo (n. 1993 - † 2015)

## Pallavolisti(1)
- Vladislav Babičev, pallavolista russo (Kazan', n. 1981)

## Pattinatori artistici su ghiaccio(1)
- Vladislav Čáp, pattinatore artistico su ghiaccio cecoslovacco (Praga, n. 1926 - Praga, † 2001)

## Pattinatori di short track(1)
- Vladislav Bykanov, pattinatore di short track israeliano (Leopoli, n. 1989)

## Poeti(3)
- Vladislav Chodasevič, poeta e critico letterario russo (Mosca, n. 1886 - Parigi, † 1939)
- Vladislav Petković Dis, poeta serbo (Zaječar, n. 1880 - Corfù, † 1917)
- Vladislav Vančura, poeta e scrittore ceco (Háj ve Slezsku, n. 1891 - Praga, † 1942)

## Politici(3)
- Vladislav Ardzinba, politico abcaso (Lower Eshera, n. 1945 - Mosca, † 2010)
- Vladislav Davankov, politico russo (Smolensk, n. 1984)
- Vladislav Jur'evič Rjazancev, politico russo (Rostov sul Don, n. 1986)

## Principi(3)
- Vladislav III di Valacchia, principe
- Vladislav II di Valacchia, principe († 1456)
- Vladislav I di Valacchia, principe († 1377)

## Rapper(2)
- Capital Bra, rapper russo (Siberia, n. 1994)
- Cledos, rapper finlandese (Helsinki Est, n. 1998)

## Rugbisti a 15(1)
- Vladislav Koršunov, rugbista a 15 russo (Chabarovsk, n. 1983)

## Scacchisti(3)
- Vladislav Artem'ev, scacchista russo (Omsk, n. 1998)
- Vladislav Kovalëv, scacchista bielorusso (Minsk, n. 1994)
- Vladislav Tkačëv, scacchista francese (Mosca, n. 1973)

## Schermidori(2)
- Vladislav Myl'nikov, schermidore russo (n. 2000)
- Vladislav Pavlovič, schermidore russo (n. 1971)

## Scrittori(1)
- Vladislav Bajac, scrittore, poeta e giornalista serbo (Belgrado, n. 1954)

## Slittinisti(2)
- Vladislav Antonov, slittinista russo (Krasnojarsk, n. 1991)
- Vladislav Južakov, slittinista russo (Čusovoj, n. 1986)

## Sollevatori(1)
- Vladislav Lukanin, ex sollevatore russo (Soči, n. 1984)

## Taekwondoka(2)
- Vladislav Arventii, taekwondoka moldavo (n. 1993)
- Vladislav Larin, taekwondoka russo (n. 1995)

## Velocisti(1)
- Vladislav Frolov, velocista russo (Tambov, n. 1980)